# Kypello Ellados 1981-1982
La Coppa di Grecia 1981-1982 è stata la 40ª edizione del torneo. La competizione è terminata il 19 giugno 1982. Il Panathīnaïkos ha vinto il trofeo per la settima volta, battendo in finale il Larissa.

## Primo turno
| Squadra 1           | Risultato         | Squadra 2            |
| ------------------- | ----------------- | -------------------- |
| Olympiacos          | 5 – 0             | Apollōn Smyrnīs      |
| Kastoria            | 1 – 0             | PAS Giannina         |
| Larissa             | 2 – 0             | Olympiakos Volos     |
| Apollōn Kalamarias  | 1 – 3             | Ethnikos Pireo       |
| Kavala              | 0 – 2             | Īraklīs              |
| OFI Creta           | 1 – 0             | Agrotikos Asteras    |
| Doxa Dramas         | 4 – 0             | Ethnikos Asteras     |
| Īlisiakos           | 0 – 2             | Panathīnaïkos        |
| GAS Veria           | 1 – 2             | Korinthos            |
| Paniōnios           | 5 – 2             | Proodeftikī          |
| PAOK                | 4 – 1             | Panachaïkī           |
| Olympiakos Loutraki | 0 – 0 (0 – 3 dtr) | Panserraïkos         |
| Rodos               | 2 – 1             | Naoussa              |
| Panaitōlikos        | 2 – 0             | Nikī Volo            |
| Kozani              | 1 – 0             | Anagennīsī Giannitsa |
| Chalkis             | 2 – 1             | Trikala              |
| Acharnaïkos         | 0 – 0 (1 – 3 dtr) | Makedonikos          |
| Anagennīsī Epanomī  | 2 – 1             | Panargeiakos         |
| Atromitos Pireo     | 1 – 2             | Atromītos            |
| Eordaikos           | 2 – 0             | Panthrakikos         |
| Irodotos            | 3 – 1 (dts)       | Kilkisiakos          |
| Skoda Xanthi        | 2 – 1             | Anagennīsī Karditsa  |
| Kallithea           | 2 – 1             | Vyzas                |
| Panaigialeios       | 1 – 0             | Pierikos             |
| Fostiras            | 2 – 2 (5 – 4 dtr) | Almopos Arideas      |
| Egaleo              | 2 – 1             | AO Chania            |
| Toxotis Volos       | 2 – 1             | Acaia                |
| Panelefsiniakos     | 2 – 3             | AEK Atene            |
| Diagoras            | 3 – 1             | Arīs Salonicco       |

## Secondo turno
| Squadra 1          | Risultato         | Squadra 2      |
| ------------------ | ----------------- | -------------- |
| Anagennīsī Epanomī | 0 – 0 (5 – 4 dtr) | Rodos          |
| Makedonikos        | 0 – 2             | Īraklīs        |
| Larissa            | 1 – 0             | Skoda Xanthi   |
| Doxa Dramas        | 0 – 1             | Diagoras       |
| Panathīnaïkos      | 3 – 2 (dts)       | Olympiacos     |
| Egaleo             | 2 – 1             | Kozani         |
| Kastoria           | 3 – 1             | Atromītos      |
| Eordaikos          | 0 – 2             | Ethnikos Pireo |
| Fostiras           | 2 – 1             | Panserraïkos   |
| Toxotis Volos      | 2 – 1 (dts)       | Chalkis        |
| Paniōnios          | 3 – 0             | Irodotos       |
| OFI Creta          | 1 – 0             | Panaitōlikos   |
| Kallithea          | 0 – 2 a tav.      | Panaigialeios  |

Passano automaticamente il turno:
| Squadre   |
| --------- |
| PAOK      |
| AEK Atene |
| Korinthos |

## Ottavi di finale
| Squadra 1      | Totale | Squadra 2          | Andata | Ritorno     |
| -------------- | ------ | ------------------ | ------ | ----------- |
| OFI Creta      | 2 - 0  | Egaleo             | 1 – 0  | 1 - 0       |
| Panaigialeios  | 1 - 3  | Paniōnios          | 0 – 0  | 1 - 3       |
| PAOK           | 8 - 3  | AEK Atene          | 6 – 1  | 2 - 2       |
| Fostiras       | 1 - 2  | Diagoras           | 0 – 0  | 1 - 2       |
| Īraklīs        | 2 - 3  | Panathīnaïkos      | 1 – 0  | 1 - 3 (dts) |
| Kastoria       | 4 - 1  | Anagennīsī Epanomī | 2 – 0  | 2 - 1       |
| Ethnikos Pireo | 0 - 1  | Larissa            | 0 – 1  | 0 - 0       |
| Korinthos      | 5 - 3  | Toxotis Volos      | 2 – 1  | 3 - 2       |

## Quarti di finale
| Squadra 1 | Totale      | Squadra 2     | Andata | Ritorno           |
| --------- | ----------- | ------------- | ------ | ----------------- |
| Kastoria  | 1 - 3       | Panathīnaïkos | 1 – 0  | 0 - 3             |
| OFI Creta | 0 - 0       | Korinthos     | 0 – 0  | 0 - 0 (5 – 6 dtr) |
| Larissa   | 1 - 0       | Diagoras      | 1 – 0  | 0 - 0             |
| PAOK      | 2 - 2 (gfc) | Paniōnios     | 1 – 0  | 1 - 2             |

## Semifinali
| Squadra 1 | Totale | Squadra 2     | Andata | Ritorno |
| --------- | ------ | ------------- | ------ | ------- |
| Korinthos | 2 - 3  | Larissa       | 1 – 0  | 1 - 3   |
| PAOK      | 1 - 2  | Panathīnaïkos | 1 – 0  | 0 - 2   |

## Finale
| Arbitro: | Antonis Vasaras (Salonicco) |

|                   |           |  |
| Charalambidis 49’ | Marcatori |  |